# 斎藤義次
斎藤 義次（さいとう よしつぐ、1890年（明治23年）11月23日 - 1944年（昭和19年）7月6日）は、日本の陸軍軍人。最終階級は陸軍中将。

## 経歴
宮城県出身。陸軍中央幼年学校予科、同校本科を経て、1912年5月に陸軍士官学校（24期）を卒業。同年12月、陸軍騎兵少尉に任官し騎兵第27連隊付となる。1924年11月、陸軍大学校（36期）を卒業した。
陸軍兵器本廠付（軍事調査部）、騎兵第1連隊付、陸軍騎兵学校教官、騎兵監部員、騎兵第14連隊長、騎兵第8連隊長、騎兵第24連隊長、騎兵学校教官、留守第5師団参謀長などを歴任し、1939年8月、陸軍少将に昇進した。関東軍補充馬廠長、軍馬補充部本部長を歴任し、1942年12月、陸軍中将となった。
1944年にサイパン島に派遣され、第43師団長として守備隊を指揮した。1944年6月15日からサイパンの戦いが起こり、当初は善戦するも、陸海合わせて3万余の兵力は損耗し7月には3,000まで低下した。日本兵が次々に玉砕する中、司令官の斎藤もまた榴弾によって負傷し、7月6日に洞窟内で井桁敬治少将、海軍の南雲忠一中将と共に自決した。最期は切腹した後に、高級副官の鈴木二郎中佐が彼の頭を銃で撃ち抜いた、とされる。

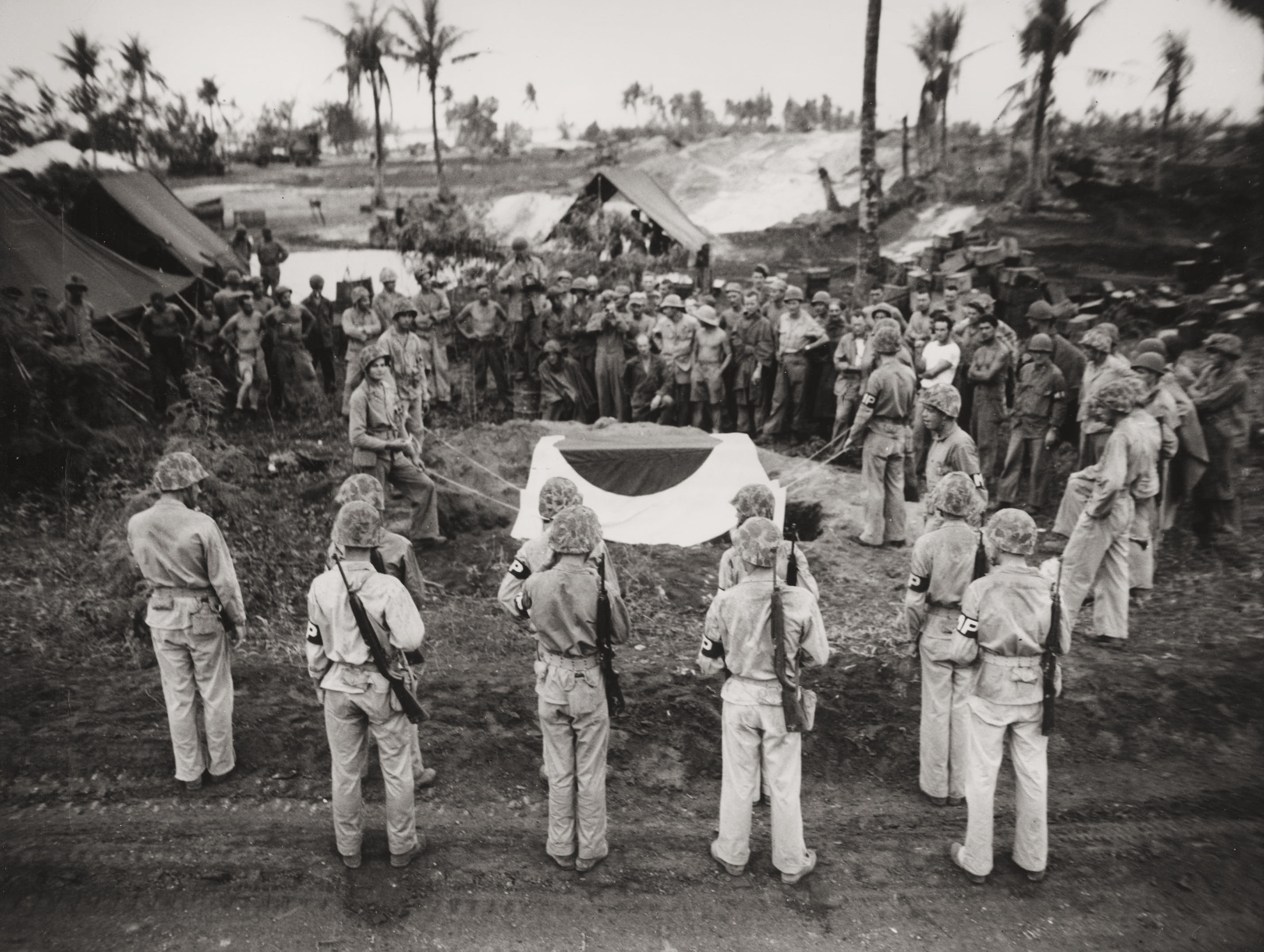
斎藤中将を埋葬するアメリカ海兵隊

## 栄典
- 1913年（大正2年）2月20日 - 正八位[1]

## 家族親族
- 妻 斎藤操 桜井茂三郎（陸軍憲兵大佐）の娘
- 伯父 松川敏胤（陸軍大将）